# 전경 (재료과학)
전경(轉慶, 영어: disclination, 디스클리네이션)은 일정한 결정 구조를 갖는 물질내에서 회전대칭이 깨진 결정 결함이다.
결정(crystal)의 전위(dislocation)와 유사하게, 액정(liquid crystal)에 대한 용어 디스인클리네이션(disinclination)은 프레데릭 찰스 프랭크(Frederick Charles Frank)가 처음 사용했고 그 이후로 현재 사용법인 디스클리네이션(disclination), 즉 전경으로 수정되었다.